# MT–LB
Az MT–LB (oroszul: МТ–ЛБ – Многоцелевой Тягач Лёгкий Бронированный, magyar átírásban: mnogocelevoj tyagacs ljogkij bronyirovannij, magyarul: többcélú könnyű páncélozott vontató) szovjet gyártmányú többcélú, kétéltű páncélozott szállító jármű, amelyet 1964-ben rendszeresítettek. Nyugaton M 1970 jelzéssel is ismert. A Varsói Szerződés hadseregeinek egyik legsokoldalúbb, nagy számban alkalmazott lánctalpas vonató és páncélozott szállító járműve volt, melynek alvázán számos speciális feladatkörre szánt járművet alakítottak ki. Polgári használatra készült változata a HTZ–3H.

## Fejlesztés
Az MT–L járművet a PT–76 könnyű úszó harckocsi alapján fejlesztették ki az 1960-as évek elején a Harkovi Traktorgyár (HTZ) tervezőirodájában Anatolij Belouszov irányításával. Az MT–LB az MT–L páncélozott változata. Sorozatgyártása 1964-ben indult el és még ugyanabban az évben rendszeresítették a Szovjet Hadseregben. A járművet a Harkovi Traktorgyárban gyártották, de licenc alapján Bulgáriában és Lengyelországban is folyt a sorozatgyártása. A Szovjetunió felbomlása után Ukrajnában a HTZ kifejlesztette az MT–LB több polgári célú terepjáró változatát, melyet HTZ–10NK, HTZ–3N és HTZ–26N típusjelzéssel gyártanak.

## Leírás
A személyzet két főből áll, a vezetőből és a parancsnok/irányzóból. Ők a jármű elejében ülnek, mögöttük helyezkedik el a motor. A hátul elhelyezett küzdőtérben 11 főnyi gyalogos katona vagy 2000 kg-nyi teher szállítható. A jármű alkalmas még 6500 kg-nyi teher vontatására is. A jármű teljesen kétéltű, a vízben lánctalpaival hajtja meg magát.
A jármű elejében elhelyezett kicsi torony egy 7,62 mm-es PKT géppuskát foglal magában, melyet 360°-os oldalszögben és -5 – +30°-os magassági szögtartományban lehet irányozni. A jármű könnyen páncélozott, így csak a kézi lőfegyverek és repeszek ellen nyújt védelmet. Páncélvastagsága 3–10 mm. A hátsó küzdőtér tetejére két búvónyílást helyeztek, melyek hátrafele nyílnak. A járművön négy lőrést helyeztek el, egyet-egyet az oldalfalakon, kettőt pedig a hátsó ajtókon.
A vezető rendelkezik egy TVN–2 infravörös figyelőműszerrel, amely kombinálva az OU–3GK infravörös/fehér keresőreflektorral 40 méteres látótávolságot biztosít. Minden járművet felszereltek ABV rendszerrel.

## Típusváltozatok

### Szovjetunió
- MT–L

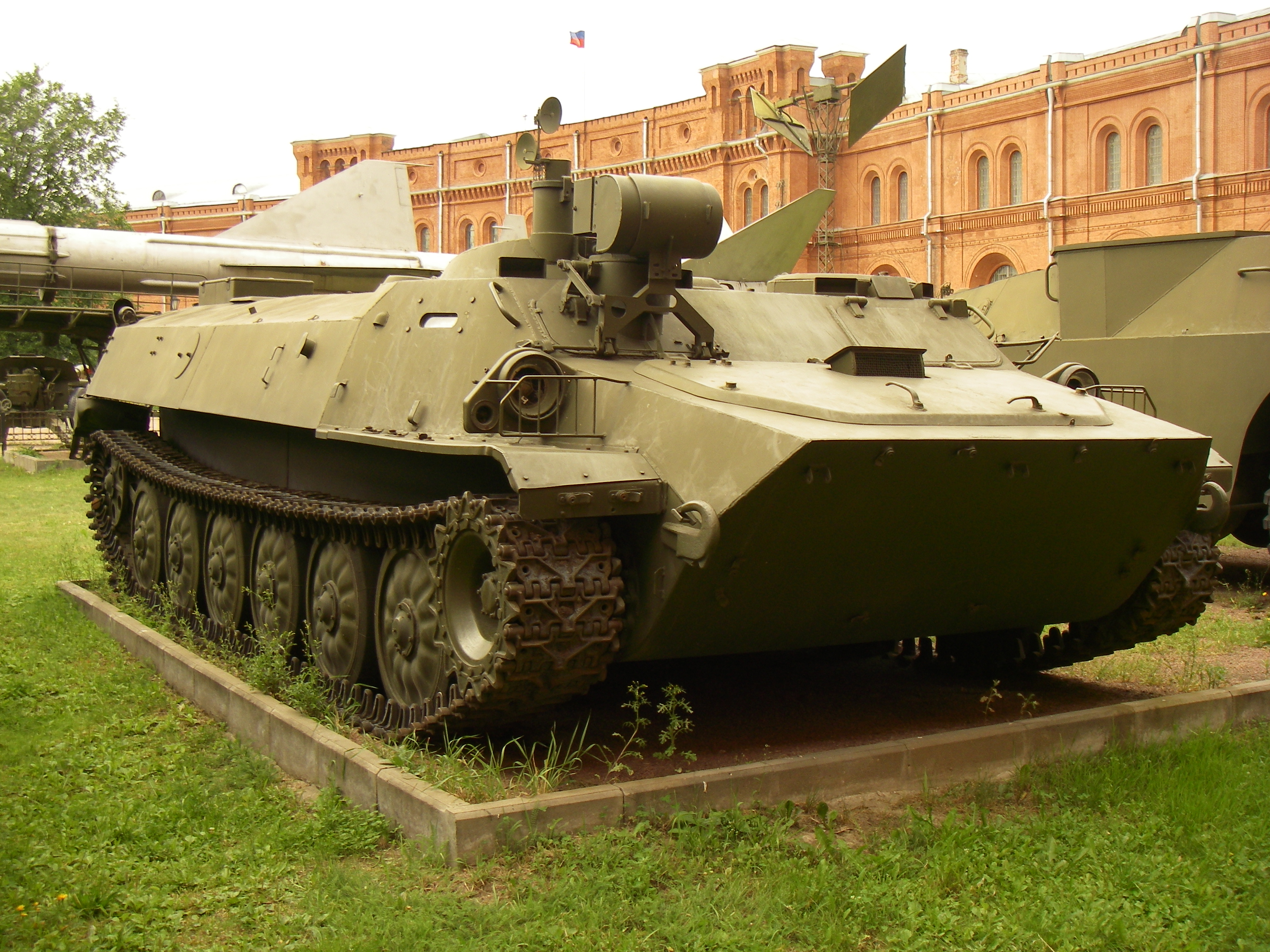
9P149 Sturm–S a szentpétervári tüzérségi múzeumban.

  - MT–LB (6-os gyártmány) – alapmodell, gyakran hagyományos csapatszállítónak használták, de néha tüzérségi vontató és sebesültszállító feladatkörben is bevetették. A nyugaton MT–LB Blade vagy MT–LB M1980 jelöléssel ellátott járművek hidraulikus tolólapáttal felszerelt alaptípusok voltak.
    - MT–LBV (vezgyehodnij) – alacsony felületi terhelésű változat 565 mm széles lánctalpakkal, melyekkel a talajnyomás 0,27 kgf/cm² (26 kPa). Sarkköri területeken alkalmazták a BMP vagy BTR járművek helyett.
      - MT–LBVM – 12,7 mm-es NSZVT géppuskával felszerelt változat.
      - MT–LBV–N
      - MT–LBV–NS

    - MTP–LB – műszaki jármű torony nélkül, A kerettel és rakodótérrel a tetőn.
    - SZNAR–10 Jaguar (sztancija nazemnoj artyilleriszkoj razvedki) – 1RL–127 (Big Fred) tüzérség/aknavető felderítő radarral egy nagy forgatható toronyban elhelyezve. Hatótávolsága 16 km. Korábbi NATO-kódnevek: MT–LB M1975 és MT–LB SON.
      - SNAR–10M „Pantera” – továbbfejlesztett változat, automatizált rendszer 40 km-es hatótávolsággal.

    - 9A34 – a 9K35 Sztrela–10 rendszer indítójárműje (SA–13 Gopher).
    - 9A35 – 9A34 passzív érzékelő rendszerrel kiegészítve.
    - 9P149 „Sturm–SZ” – 1979-ben rendszeresített páncélvadász változat behúzható 9K114 Sturm rakétaindítóval. A jármű 12 rakétát hordoz. Személyzete két főből áll.
    - RKM „Kasalot” (razvedivatel’naya khimicheskaya mashina) – vegyi felderítő változat érzékelő, megjelölő és riasztó berendezésekkel. Ennél a modellnél a 2SZ1 páncéltestének alakját és egyszárnyú hátsó ajtaját alkalmazzák. Korábbi nyugati megjelölés: ATV M1979/4.
      - RKM–K – parancsnoki változat kiegészítő jeladó felszereléssel, de szenzorok és jelölők nélkül.

    - RPM (ragyiacionno-poiszkovaja masina) – sugárfelderítő változat KZO–2 zászlórakóval és felszereléssel a sugárfelderítéshez: NGP–81 (gamma), KDN–2 (neutron), KRB–1 (béta), KRA–1 (alfa).
    - K–611 – sugárfelderítő jármű.
    - K–612 – sugárfelderítő jármű.
    - AZM Vosztorg–1 (aviatranszportabelnaja zemlerojnaja masina) – műszaki jármű, hidraulikus tolólapáttal és kitolható hidraulikus karral felszerelve.

  - MT–LBu – nagyobb páncéltesttel és hosszabb alvázzal készült változat.
  - UR–77 „Metyeorit” – aknamentesítő jármű.
  - 2SZ1 – 122 mm-es önjáró löveg.

### Oroszország
- MT–LBM (izdeliye 6M) – az MT–LB modernizált változata, melyet az 1990-es években fejlesztett ki Muromtyeplovoz. A járművet többféle toronnyal is el lehet látni.
  - MT–LBM (izdeliye 6MA) – BTR–80 toronnyal ellátott MT–LBM.
    - MT–LBM (izdeliye 6MA1) – az MA változat további AGSZ–17 30 mm-es automata gránátvetővel ellátott altípusa.
      - MT–LBM (izdeliye 6MA4) – az MA1 változat a 14,5 mm-es KPVT nehézgéppuska helyett egy 23 mm-es KPVB gépágyúval felszerelt altípusa.

    - MT–LBM (izdeliye 6MA2) – az MA változat a 14,5 mm-es KPVT nehézgéppuska helyett egy 23 mm-es KPVB gépágyúval felszerelt altípusa.

  - MT–LBM (izdeliye 6MA3) – MT–LBM négy 9M133 Kornyet páncéltörő rakétával, 7,62 mm-es PKTM harckocsigéppuskával és AG–30 gránátvetővel felszerelt változata.
  - MT–LBM (izdeliye 6MB) – BTR–80A toronnyal ellátott MT–LBM.
    - MT–LBM (izdeliye 6MB2) – AG–17 gránátvetővel felszerelt MB.

  - MT–LBM (izdeliye 6MB3) – MT–LBM 23 mm-es GS–23V gépágyúval, AG–30 gránátvetővel és 12,7 mm-es Kord géppuskával felszerelt változat.
  - MT–LBM (izdeliye 6MB4) – MT–LBM 30 mm-es GS–23K gépágyúval, AG–30 gránátvetővel és 12,7 mm-es Kord géppuskával felszerelt változat.
  - MT–LBM (izdeliye 6MB5) – MT–LBM 23 vagy 30 mm-es ikergépágyúval, Igla légvédelmi rakétával és fejlesztett irányzékokkal ellátott változata.
  - MT–LBM1 (izdeliye 6M1) – MT–LBM 300-310 lóerős motorral ellátott változata.
  - MT–LBM2 – az MT–LBM Kurganmaszavod által kifejlesztett feljavító csomagja, új motorral és sebességváltóval, fejlesztett felfüggesztéssel, BMP stílusú oldallemezekkel stb. Csak prototípus.
- 2SZ24 – aknavetőhordozó 82 mm-es 2B24 (vagy 2B14 Podnos) aknavetővel és 83 darab gránáttal. A járműrendszer egészére vonatkozó megjelölés a 2K32 „Gyeva”. A járműnek ötfős személyzete van.

### Bulgária
- MT–LB AT–I – aknatelepítő rendszerekhez használt vontatójármű. Harckocsik elleni aknák számára ellátták tárolórekeszekkel.
- MT–LB RHR vagy MR HR (masina za radiatsionno i himicseszko razuznavane) – vegyi és sugárfelderítő jármű, érzékelő, riasztó, mintavételező és megjelölő berendezésekkel.
- MT–LB SE – sebesültkihordó jármű.
- SMM B1.10 „Tundzha” (szamohodna minohvrgacska) – aknavető platform 120 mm-es M–38/43 aknavetővel és 58 darab gránáttal.
  - SMM 74 B1.10 „Tundzha-Sani” – továbbfejlesztett változat 120 mm-es 2B11 aknavetővel.
- KSM–R–81 „Delfin” – parancsnoki jármű R–123M, R–130M és R–31M rádiókkal, egy AZI keretantennával, egy generátorral és egy további kupolával a tetőn.
- MT–LB TMX – aknavetőhordozó 82 mm-es M–37M aknavetővel.
- BRM „Sova” (bronirana razuznavatelna masina) – vegyi és sugárfelderítő változat ASZP–3 és VPHR érzékelőkkel, R–123M és R–31M rádiókkal, PAB–2 célzóval és NSZPU éjjellátó berendezéssel. Három alváltozatban készült, melyek további specializált felszereléssel vannak ellátva:
  - Sova–1 – R–130M rádióberendezéssel, egy AZI keretantennával és teleszkópos póznával.
  - Sova–2 – R-143 Lira rádióberendezéssel.
  - Sova–3 – PSZNR–5K (1RL–133) harctéri radarral.
- R–80 –tüzérségi megfigyelő jármű megfigyelő berendezésekkel.
- BMP–23 (bojna masina na pehotata) – lövészpáncélos jármű 23 mm-es 2A14 gépágyúval és 9K11 Maljutka páncéltörő rakétával egy kétszemélyes toronyban. Az alváz az MT–LB egyik változatán és a 2SZ1 egyes alkatrészein alapul, meghajtásáról egy 315 lóerős motor gondoskodik.
  - BMP–23D – továbbfejlesztett változat 9K111 Fagot rakétaindítóval és ködgránátvetőkkel.
  - BRM–23 – felderítő változat. Csak prototípus.
- BMP–30 – alváza hasonló a BMP–23 lövészpáncéloséhoz, de a teljes torony a szovjet gyártmányú BMP–2 lövészpáncélostól származik. Mindössze 10 darab készült.

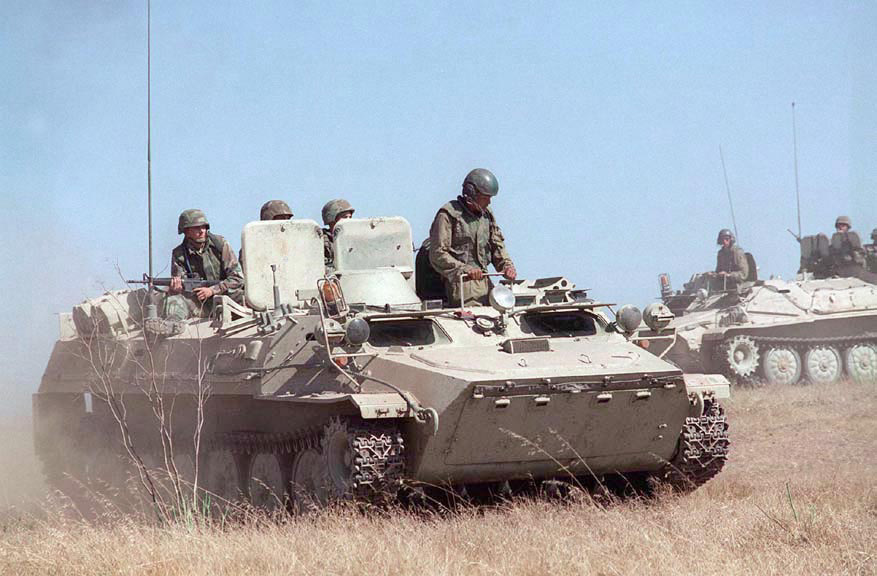
Volt kelet-német MT–LB amerikai tengerészgyalogosok használatában OPFOR szerepkörben.

### Irak
- MT–LBV – szélesebb lánctalpakkal felszerelt változat.

### Kelet-Németország
- MT–LB (Pi) – műszaki jármű.
- MT–LB (Pzj) – páncéltörő egységek számára kialakított változat.
- MT–LB (Pzj Fü) – parancsnoki jármű páncéltörő egységekhez.
- MT–LB (BO) SFL – ütegparancsnoki jármű önjáró tüzérségi egységekhez.

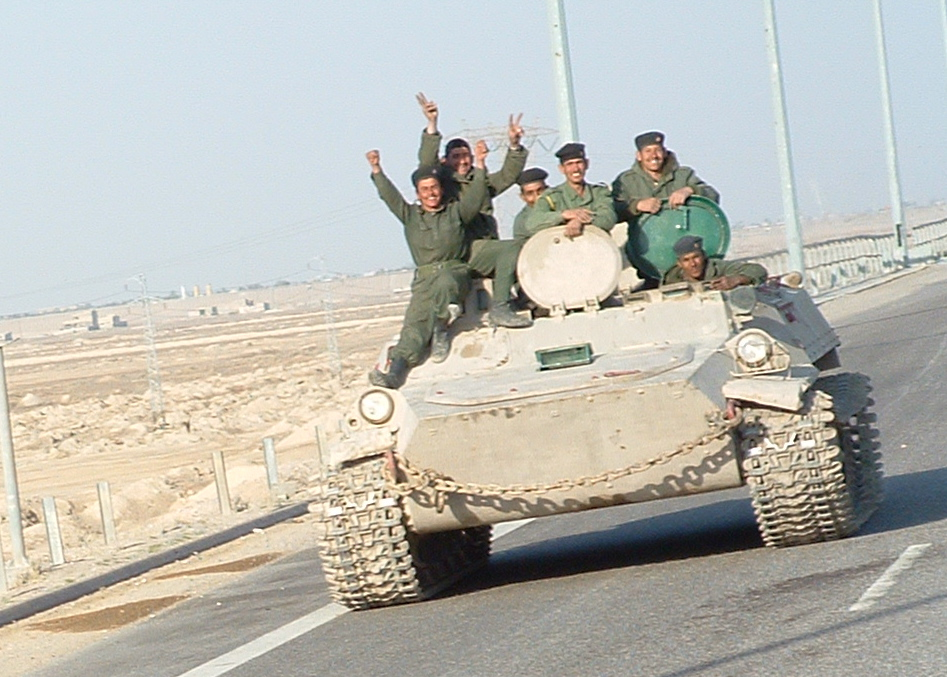
Iraki MT–LBV szélesebb lánctalpakkal felszerelve.

- SaN MT–LB – sebesültszállító.
- MTP–LB – műszaki támogató jármű.

### Lengyelország
A lengyel HSW S.A. (Huta Stalowa Wola S.A.) gyártotta licenc alapján az MT–LB járművet.
- MT–LB – egy további kupolával látták el, benne egy DSK–M géppuskával.
- WEM „Lotos” – sebesültkihordó jármű négy hordággyal.
- R–137T (radiostacja ruchoma UKF) – jelfogó jármű R–137 rádióberendezéssel. 1987-ben lépett hadrendbe, hatótávolsága 70–150 km.
  - ZWD–1 „Irys” (zautomatyzowany wóz dowodzenia) – parancsnoki jármű.
- MT–LB–23M „Krak” vagy „Promet” – légvédelmi típus 23 mm-es lövegekkel. Csak prototípus.
- „Przebiśnieg” – elektronikus hadviselésre kifejlesztett rendszer, három különböző járműből áll:
  - SZ vagy MT–LB Z (stacja zakłóceń) – jelzavaró jármű;
  - SR vagy MT–LB R (stacja rozpoznania) – Comint/Sigint jármű;
  - WD krel (wóz dowodzenia kompanii radioelektronicznej) – harcálláspont jármű.
- „Opal–I” és „Opal–II” – erősen módosított változata az MT–LB-nek átdolgozott orr-résszel, légfúvókákkal, egy új toronnyal, benne NSWT–12,7 Utios géppuskával és 245 lóerős (180 kW) turbófeltöltős dízelmotorral (SW680/167/1). Az Opal–II egy 300 lóerős (220 kW) SW680T (JaMZ–238N) motorral és hosszabb alvázzal, hét futógörgővel oldalanként, hasonlóan a 2SZ1-hez és az MT–LBu-hoz.
- BWO–40 – lövészpáncélos 40 mm-es löveggel. Hasonló tornyot szereltek a BWP–40 (BMP–1 továbbfejlesztés) lövészpáncélosra is. Csak prototípus.

### Svédország
- Pbv 401 (pansarbandvagn) – módosított kelet-német jármű 7,62 mm-es Ksp 95 és Ksp 58 géppuskákkal.
  - Stripbv 4011 (stridsledningbandvagn) – zászlóaljparancsnoki jármű.
  - Bgbv 4012 (bärgningsbandvagn) – az MTP–LB svéd megjelölése.
  - Rlpbv 4014/T (radiolänkbandvagn) – jeladó jármű.
  - Stripbv 4015 (stridsledningbandvagn) – századparancsnoki jármű.
  - Lvrbpbv 4016 (luftvärnsrobotbandvagn) – RBS 70 légvédelmi rakétaindítóval felszerelt járművek nemhivatalos jelölése.
  - Pvrbbv 452 (pansarvärnrobotbandvagn) – RBS 56 BILL 1 irányított páncéltörő rakétával felfegyverzett változat.

## Üzemeltetők

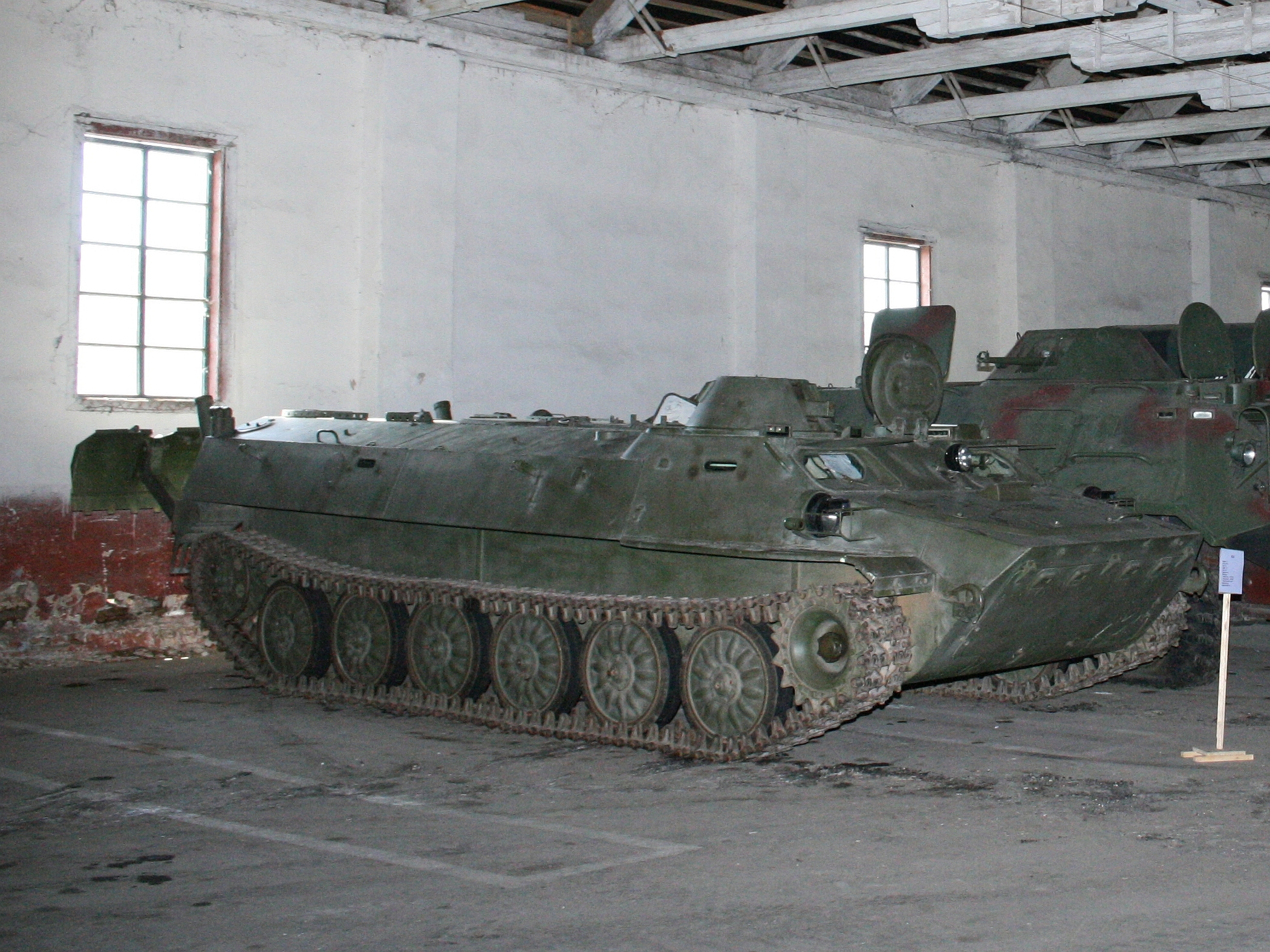
A litván hadsereg egyik MT–LB harcjárműve egy kiállításon.

Azerbajdzsán – 393 darab

 Banglades – 80+ darab

 Bulgária – 812 darab

 Csehország – Sztrela–10

 Fehéroroszország – 66 darab

 Finnország – 367 darab MT–LBV (beleszámítva 147 darab Pbv 401 típust, melyeket Svédországtól vásároltak 2011-ben)

 Grúzia – 80 darab

 Irak – 61 darab

 Kazahsztán – 200 darab

 Lengyelország – 352 darab

 Litvánia – 10 darab (Lengyelországtól vették át 2000-ben)

 Észak-Macedónia – 10 darab
 Moldova – 62 darab (MT–LB, SZNAR–10, MT–LBu, Sturm–S)

 Nigéria – 67 darab

 Oroszország – 4800 darab

 Örményország – 145 darab

 Románia – 8 darab (SZNAR–10)

 Svédország – 460 darab

 Ukrajna – 2090

 USA – a hadsereg használ néhány példányt OPFOR gyakorlatok során

### Korábbi üzemeltetők
Magyarország – Sztrela–10 és SZNAR–10

 Német Demokratikus Köztársaság – 721 darab bolgár gyártmányú MT–LB, 32 darab SZNAR–10 és 36 darab Sztrela–10M

 Németország – Kelet-Németországgal való egyesülés után az összes példányt eladták vagy megsemmisítették

 Szovjetunió – átadta az utódállamoknak

## Lásd még
- BTR–50

## Fordítás
Ez a szócikk részben vagy egészben  a   MT-LB című angol Wikipédia-szócikk ezen változatának fordításán alapul.  Az eredeti cikk szerkesztőit annak laptörténete sorolja fel. Ez a jelzés csupán a megfogalmazás eredetét és a szerzői jogokat jelzi, nem szolgál a cikkben szereplő információk forrásmegjelöléseként.